# Pitt von Bebenburg

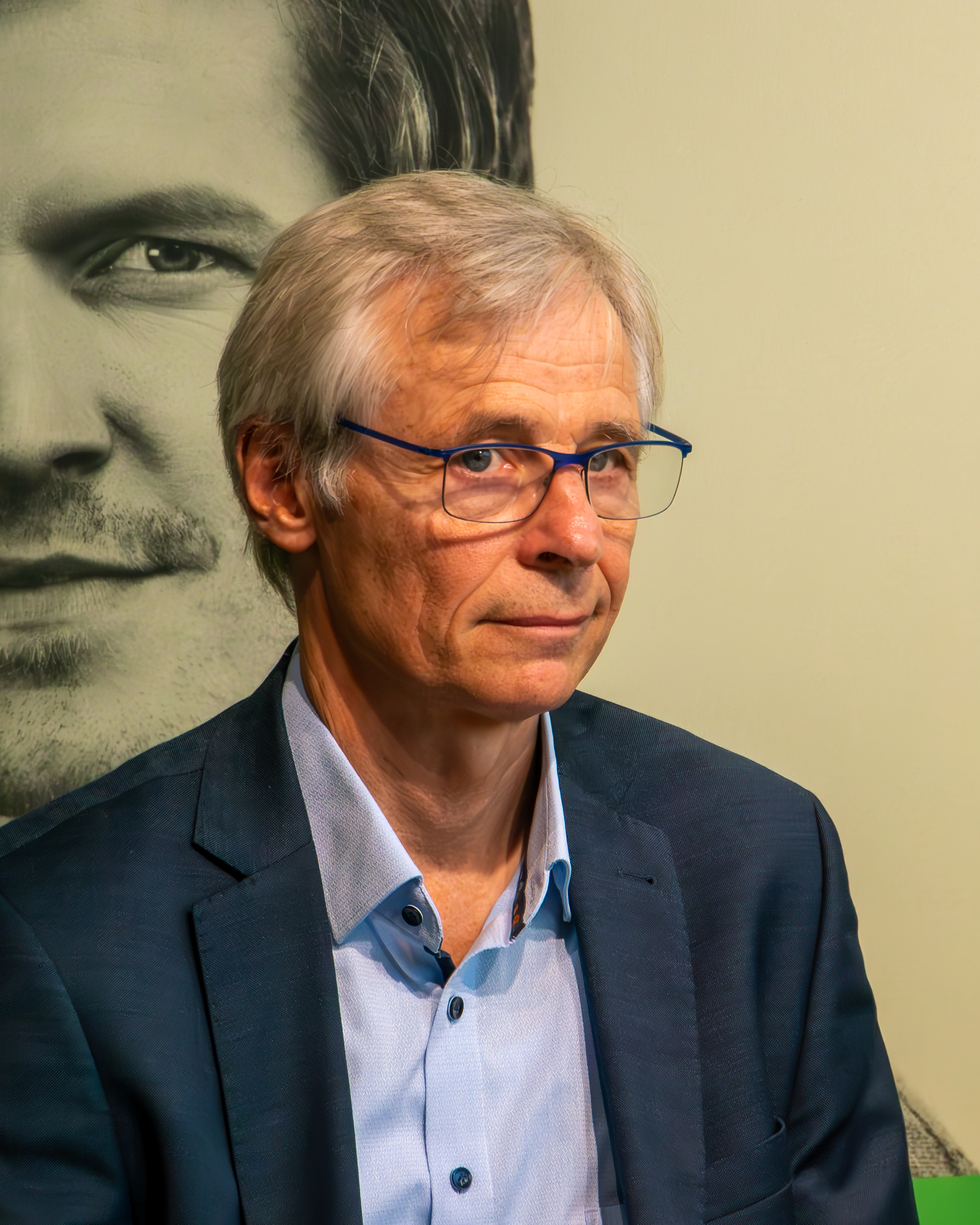
Pitt von Bebenburg, 2024

Pitt von Bebenburg (bürgerl. Pitt Freiherr Karg von Bebenburg; * 1961 in Hamburg) ist ein deutscher Journalist und Chefreporter der Frankfurter Rundschau.

## Leben und Beruf
Pitt von Bebenburg wurde 1961 als zweiter Sohn des Chemikers und Schriftstellers Walter E. Richartz, adopt. Karg von Bebenburg (1927–1980), und seiner Frau Marie, geb. Bartels, in Hamburg geboren. Sein Großvater väterlicherseits war der Verleger Franz Karg von Bebenburg (1910–2003), seine Großmutter Ingeborg von Kemnitz (1906–1970) war Tochter des Zoologen Gustav Adolf von Kemnitz (1881–1917) und der Ärztin Mathilde von Kemnitz (1877–1966). Pitt von Bebenburg wuchs im Schloss Hungen in Mittelhessen auf. 1980 legte er am Goethe-Gymnasium in Frankfurt am Main sein Abitur ab und studierte anschließend Philosophie und Theologie an der Philosophisch-Theologischen Hochschule St. Georgen in Frankfurt am Main. 1982 wechselte von Bebenburg an die Johann Wolfgang Goethe-Universität Frankfurt, wo er bis 1989 Soziologie studierte. Sein Studium schloss er im Januar 1989 mit einer Diplomarbeit Zur Struktur von Fernseh-Kommunikation ab.
Bereits ab 1980 war von Bebenburg Freier Mitarbeiter in der Stadtteil-Redaktion der Frankfurter Rundschau und absolvierte Praktika beim Hessischen Rundfunk (Hörfunk), beim Sender Freies Berlin (Fernsehen) sowie beim ZDF (Medienforschung). 1990 begann von Bebenburg sein Volontariat bei der Frankfurter Rundschau und wurde bereits 1991 Redakteur für den Main-Taunus-Kreis und die westlichen Stadtteile Frankfurts. Fortan arbeitete er in wechselnden Positionen für die Frankfurter Rundschau: von 1992 bis 2000 als Nachrichtenredakteur, von 2000 bis 2003 als Korrespondent im Berliner Hauptstadtbüro, von 2003 bis 2005 als Politikredakteur und schließlich von 2005 bis 2021 als Hessen-Korrespondent. Diese Position füllte er ab 2019 auch für die gesamte Ippen-Mediengruppe aus. Zum 1. April 2022 wechselte von Bebenburg auf die neu geschaffene Stelle des Chefreporters der Frankfurter Rundschau. Pitt von Bebenburg ist mit der Museumsdirektorin und Jugendbuchforscherin Beate Zekorn-von Bebenburg verheiratet.

## Schriften (Auswahl)
- Zur Struktur von Fernseh-Kommunikation. Feinanalyse einer „Elefantenrunde“ im bundesdeutschen Fernsehen. (Frankfurt (Main), Univ., Dipl.-Arb., 1989).
- mit Thomas Plaßmann: Politik Macht Spaß. Nest Verl., Frankfurt am Main 2000, ISBN 3-925850-27-9.
- mit Matthias Thieme: Ausgekocht. Hinter den Kulissen hessischer Machtpolitik. Eichborn, Frankfurt am Main 2010, ISBN 978-3-8218-6547-8.
- mit Matthias Thieme: Deutschland ohne Ausländer. Ein Szenario. REDLINE-Verlag, München 2012, ISBN 3-86881-338-1.
- „NSU 2.0.“, der hessische Polizeiskandal, in: Heike Kleffner/Matthias Meisner (Hg.): Extreme Sicherheit. Rechtsradikale in Polizei, Verfassungsschutz, Bundeswehr und Justiz. Herder, Freiburg im Breisgau 2019, ISBN 3-451-38561-9.